# Samuel Aba Horodezky
Samuel Aba Horodezky (geb. 1871 in Malin, Gouvernement Kiew, Russisches Kaiserreich; gest. 1957 in Tel Aviv) war ein Historiker der jüdischen Mystik und des Chassidismus.

## Biografie
Samuel Horodezky wurde 1871 in Malin (Malyn) im Gouvernement Kiew, Russisches Kaiserreich, als Mitglied einer privilegierten Rabbiner-Familie aus einer angesehenen chassidischen Führungsschicht geboren: Über seinen Vater, Rabbi Yosef Moshe ben Rabbi Baruch, war er ein Nachkomme von Rabbi Menachem Nachum von Tschernobyl, durch seine Mutter, über Rabbi Gedaliah Tversky, war er ein Nachkomme des Ba'al Shem Tov. Bis zum 18. Lebensjahr wurde er streng traditionell erzogen, er studierte Talmud, Kabbala und chassidische Literatur an den Höfen der Zaddikim in Malin und Tschernobyl. Er lernte die Schriften der chassidischen Philosophen kennen und bildete sich selbst weiter. Er fühlte sich zur Haskala hingezogen und ließ sich im Alter von 20 Jahren in Berditschew nieder, wo er von einem rabbinischen Autor zu einem hebräischen Schriftsteller wurde und begann, mit zeitgenössischen Autoren zu korrespondieren.
Die Pogrome von 1905–1906 zwangen ihn, die Ukraine zu verlassen, und er lebte ab 1908 in der Schweiz und in Deutschland. An der Universität Berlin studierte er Philosophie und Geschichte. Er war zum Delegierten von Berditschew für den 8. Zionistenkongress (Den Haag, 1907) gewählt worden und nutzte dies dazu, im Westen zu bleiben. Horodezky war Mitarbeiter der deutschsprachigen Encyclopaedia Judaica (1928–34) und Gründer des chassidischen Archivs der Schocken Press (1935). Im Jahr 1938 emigrierte er nach Palästina und ließ sich in Tel Aviv nieder. Dort veröffentlichte er Artikel, die in den meisten hebräischsprachigen Zeitungen der Welt und auch in anderen Bereichen der jüdischen Presse erschienen. Er wurde 1958 mit dem Bialik-Preis ausgezeichnet.
Er veröffentlichte eine Reihe von Büchern über den Chassidismus und die Kabbala.
Zu seinen Hauptwerken zählen das über den Chassidismus und die Chassidim – eine Sammlung von Monographien über die wichtigsten chassidischen Persönlichkeiten und ihre Lehren (4 Bände, mehrere Auflagen, erste Auflage 1923) und eines über jüdische Mystik sowie die Quellen und Lehrer der Mystik.
Der Chassidismus (die so genannte jüdische Romantik) hat ähnliche Phasen wie die Kabbala durchlaufen, wurde verfolgt und missverstanden, erlebte aber zu Beginn des 20. Jahrhunderts eine Renaissance. Wie in Russland, der Wiege des Chassidismus, wurde sie auch im deutschsprachigen Sprachraum zum Thema von Schriftstellern und Denkern. Sein Religiöse Strömungen im Judentum. Mit besonderer Berücksichtigung des Chassidismus erschien 1920 im Verlag von Ernst Bircher in Bern und Leipzig.
Horodezkys etwas vereinfachende Herangehensweise an Fragen der jüdischen Mystik diente dazu, die Ideen der mystischen Bewegungen, vor allem des Chassidismus, in aufgeklärten jüdischen Kreisen zu popularisieren.
Horodezky war Herausgeber einer hebräischen literarisch-wissenschaftlichen Sammlung mit dem Titel Ha-Goren („Die Tenne“) (10 Ausgaben, 1897–1928, 1–8 in Berditschew, 9–10 in Berlin).
In seinen späten Jahren verfasste er eine Autobiographie. Seine umfangreiche Bibliothek ist in Bet Faïtlovitch in Tel Aviv untergebracht.
Emanuel Bin-Gorion (1903–1987) setzt sich in seinem Personenartikel in der EJ kritisch mit ihm auseinander:

„Horodezky war einer der letzten Gelehrten, die in der Art der Wissenschaft des Judenthums schrieben, bevor diese sich zur modernen jüdischen Wissenschaft entwickelte. Wie andere Zeitgenossen war er ein Produkt des intellektuellen Klimas des osteuropäischen jüdischen Schtetl und bildete sich selbst zu einem hebräischen Schriftsteller aus. Seine ruhige, informative, nicht argumentative Art zu sprechen half, den Boykott der Maskilim gegen den Chassidismus zu brechen. Er zitierte gerne repräsentative Quellen, schrieb aber wenig Analyse und Kritik.“

Martin Buber (1878–1965), der Samuel Horodezky um Hinweise auf weiteres Material zu den „Sitten und Gebräuchen“ der Chassidim bat, grenzte in einem Brief an ihn seine eigene Arbeit von aller historischen Gelehrsamkeit ab und formulierte zum ersten Mal ausdrücklich seine künstlerische Wirkintention. Es gehe ihm [= Buber] darum, „eine neue synthetische Darstellung der jüdischen Mystik zu geben, sowie diese Schöpfungen selbst dem europäischen Publikum in einer künstlerisch möglichst reinen Form bekannt zu machen“.
Gershom Scholem hebt betreffs des Chassidismus in Polen Horodezkys Schriften zusammen mit denen von Simon Dubnow, Martin Buber und Jakob Minkin hervor, die ihm „eine tiefere Einsicht in das Wesen dieser merkwürdigen Bewegung vermittelte, als wir bis jetzt von irgendeinem der übrigen Abschnitte in der Entwicklung der jüdischen Mystik hatten“.

## Publikationen (Auswahl)
- Der Ḥasidizm un zayne firer [Der Chassidismus und seine Führer]. דער חסידיזם און זיינע פירער Vilne: Farlag „Tomor“, 1937 (Übersetzung von Hasidut veha-Hasidim) Digitalisat
- Leaders of Hassidism. Horodezky, S. A; Gaster, M. / Horodezky-Magasanik, Maria [Trans.]. Hasefer Agency for Literature, London, 1928 Digitalisat
- Ha-Hasidut veha-Hasidim. Vier Teile in zwei Bänden. Tel Aviv: Hotzaat Dvir, 1951

- Religiöse Strömungen im Judentum. Mit besonderer Berücksichtigung des Chassidismus. Ernst Bircher Verlag, Bern und Leipzig, 1920 Digitalisat (Eine Sammlung von Aufsätzen über die religiös-mystische Bewegung des Chassidismus, worin sich der Autor aufgrund von Fehlinterpretationen zum Ziel gesetzt hat, ein auf Originalquellen und Werken seiner Begründer beruhendes Bild zu zeichnen.)

- Mystisch-religiöse Strömungen unter den Juden in Polen im 16.–18. Jahrhundert. Leipzig, 1914. Digitalisat. (Über die jüdische Kabbala und die mystischen Bewegungen in dieser entscheidenden Zeit.)

- Sefer shivh e ha-Besht.[6] Berlin, 1922

- Dov Baer ben Samuel, of Linits. Ajanoth, Berlin 1922